# CF Sassoeiros
Le CF Sassoeiros est une équipe de football en salle fondé en 1946 à Carcavelos.

## Palmarès
- Coupe du Portugal
  - Finaliste : 2004